# Danielson Ferreira Trindade
Danielson Ferreira Trindade, mais conhecido como Danielson (São Paulo, 9 de janeiro de 1981), é um futebolista brasileiro que atua como zagueiro. Atualmente, joga pelo Berço SC.

## Carreira
Danielson começou a sua carreira profissional no Grêmio Esportivo Inhumense. No Verão de 2003, ele se mudou para Portugal, para jogar os cinco anos seguintes com o Rio Ave (as três primeiras temporadas na primeira divisão e as outras duas na segunda, com a promoção em 2007-08).
Em 2008, Danielson assinou com o FC Khimki do Campeonato Russo de Futebol. No entanto, na seguinte janela de transferências de janeiro, voltou a Portugal, sendo emprestado ao FC Paços de Ferreira. Posteriormente, ele retornou ao seu clube anterior, foi lançado, e re-assinado com o Paços, por uma temporada.
Em junho de 2010 Danielson assinou com o outro lado Português, passando a atuar no Clube Desportivo Nacional.
Em 2014, foi contratado pelo Moreirense.

## Títulos
Omonia
- Supercopa do Chipre: 2012[1]